# Bambekea
Bambekea es un género con dos especies de plantas con flores perteneciente a la familia Cucurbitaceae.

## Taxonomía
El género fue descrito por Célestin Alfred Cogniaux y publicado en Bulletin du Jardin Botanique de l'État à Bruxelles 5: 115. 1916.

## Especies aceptadas
A continuación se brinda un listado de las especies del género Bambekea aceptadas hasta noviembre de 2014, ordenadas alfabéticamente. Para cada una se indica el nombre binomial seguido del autor, abreviado según las convenciones y usos.	
- Bambekea bequaertii
- Bambekea racemosa